# Gmina Dropull i Sipërm
Gmina Dropull i Sipërm (alb. Komuna Dropull i Sipërm) – gmina miejska położona w południowej części Albanii. Administracyjnie należy do okręgu Gjirokastra w obwodzie Gjirokastra. W 2011 roku populacja gminy wynosiła 971 osób w tym 513 kobiet oraz 458 mężczyzn, z czego Albańczycy stanowili 5,87%, Arumuni 0,1% a Grecy 84,24% mieszkańców. 
W skład gminy wchodzi osiemnaście miejscowości: Jorgucat, Zervat, Bularat, Bodrishtë, Kërë, Vodhinë, Pepel, Klishar, Selo, Lokomil, Llovinë, Krioner, Sotirë, Llongo, Koshovicë, Dritë, Kakavijë, Vrisera.